# Porphyrinia candicans
Porphyrinia candicans là một loài bướm đêm trong họ Noctuidae.